# Motiejus Šumauskas
Motiejus Šumauskas (ur. 2 listopada 1905 w Kownie, zm. 28 maja 1982 w Wilnie) – litewski działacz partyjny i państwowy, wieloletni deputowany, premier Litewskiej SRR (1956–1967) i przewodniczący Prezydium jej Rady Najwyższej (1967–1975).

## Życiorys
W działalność rewolucyjną zaangażował się w 1924 roku wstępując do zakazanej KPL, wkrótce awansował na I sekretarza komunistycznych związków zawodowych, 1925-1926 był również członkiem KC Komsomołu Litwy, a od 1930 sekretarzem KC Komsomołu Litwy. W latach 1938–1929 był sekretarzem podziemnego Komitetu Powiatowego KPL w Poniewieżu, a do 1931 sekretarzem KC KPL. Z powodów politycznych był więziony w czasach rządów Antanasa Smetony (1931–1937 i ponownie od czerwca 1939 do czerwca 1940). W lipcu 1940 roku wybrano go posłem na Sejm Ludowy z okręgu Kowno. W 1942 służył w Armii Czerwonej, 1943-1944 dowodził grupą operacyjną Litewskiego Sztabu Ruchu Partyzanckiego i KC Komunistycznej Partii (bolszewików) Litwy w stopniu pułkownika, od stycznia do lipca 1944 był sekretarzem Północnego Podziemnego Komitetu Obwodowego KP(b)L, a od lipca do października 1944 przewodniczącym Komitetu Wykonawczego Wileńskiej Rady Miejskiej.
Od października 1944 do lipca 1950 przewodniczył Państwowej Komisji Planowania przy KC KP(b)L, od 19 lutego 1949 do 22 września 1952 był członkiem Biura KC KP(b)L i jednocześnie od czerwca 1950 do czerwca 1953 I sekretarzem Komitetu Obwodowego KP(b)L/KPL w Szawlach. Po śmierci Stalina objął w czerwcu 1953 stanowisko I zastępcy przewodniczącego Rady Ministrów Litewskiej SRR (do lutego 1954), a w lutym 1954 II sekretarza KPL (do 24 stycznia 1956). 16 stycznia 1956 został wybrany przez Radę Najwyższą premierem jako następca Mečislovasa Gedvilasa, którym był do 14 kwietnia 1967. Tego samego dnia objął urząd Przewodniczącego Prezydium Rady Najwyższej Litewskiej SRR. Na stanowisku głowy państwa przetrwał do 24 grudnia 1975. Od 25 lutego 1956 do 24 lutego 1976 był zastępcą członka KC KPZR. Deputowany do Rady Najwyższej ZSRR od 2 do 9 kadencji (1946–1979).

## Odznaczenia
- Medal Sierp i Młot Bohatera Pracy Socjalistycznej (1 listopada 1975)
- Order Lenina (sześciokrotnie – 22 marca 1944, 20 lipca 1950, 5 kwietnia 1958, 1 października 1965, 27 sierpnia 1971 i 1 listopada 1975)
- Order Rewolucji Październikowej (12 grudnia 1973)
- Order Wojny Ojczyźnianej I klasy (8 kwietnia 1947)
- Order Czerwonego Sztandaru Pracy (14 listopada 1955)
- Medal „Za pracowniczą dzielność” (25 grudnia 1959)
- Medal Partyzantowi Wojny Ojczyźnianej I klasy (17 kwietnia 1945)